# Kristopher Da Graca
Kristopher Santos Da Graca (Göteborg, 16 gennaio 1998) è un calciatore svedese naturalizzato capoverdiano, difensore svincolato.

## Biografia
Nativo di Göteborg, ha origini capoverdiane e bosniache.

## Carriera

### Club
Ha trascorso buona parte della propria carriera giovanile all'Hisingsbacka FC, piccolo club dell'area in cui è cresciuto, salvo poi passare brevemente all'Häcken – squadra di cui era stato tifoso da bambino come da lui stesso dichiarato – prima di tornare all'Hisingsbacka FC. Ha svolto anche provini con importanti squadre inglesi come Chelsea, Aston Villa e Tottenham, ma nell'autunno del 2013 è stato l'Arsenal ad aggiudicarsi di fatto il giocatore non ancora sedicenne, con un trasferimento avvenuto ufficialmente nel corso dell'estate successiva una volta terminati gli studi in patria. Con i "Gunners", Da Graca ha firmato un contratto professionistico nel gennaio 2017, al compimento dei 17 anni, tuttavia nel corso della sua permanenza non è mai riuscito a giocare partite ufficiali con la prima squadra.
Terminato il contratto con l'Arsenal, il diciannovenne Da Graca è tornato in Svezia a parametro zero firmando un contratto con l'IFK Göteborg nell'estate del 2017. Nella metà di campionato che rimaneva da lì a fine anno, ha collezionato le sue prime 7 presenze in Allsvenskan. L'anno successivo – sotto la guida del nuovo tecnico Poya Asbaghi – Da Graca ha avuto meno spazio, con sole 4 presenze nell'arco dell'intero campionato 2018: l'allenatore infatti era solito schierare una difesa a tre composta da Carl Starfelt, André Calisir e Sebastian Eriksson, con David Boo Wiklander promosso titolare dopo la partenza di Eriksson.
Da Graca è riuscito a trovare un maggiore impiego durante l'Allsvenskan 2019, imponendosi stabilmente nell'undici di partenza dell'IFK Göteborg (sempre guidato in panchina da Asbaghi) soprattutto nella seconda metà del torneo. Nell'Allsvenskan 2020 ha collezionato invece 18 presenze, di cui 11 da titolare.
Il 6 gennaio 2021 è stato ufficialmente ceduto agli olandesi del VVV-Venlo, in quel momento terzultimi nell'Eredivisie 2020-2021, con cui ha firmato un contratto di due anni e mezzo con un'opzione per un ulteriore anno. A fine stagione, formazione giallonera è poi effettivamente retrocessa in Eerste Divisie, categoria in cui Da Graca ha giocato per qualche mese. La sua permanenza nei Paesi Bassi è durata circa un anno.
Il 29 gennaio 2022, infatti, è stato ufficializzato il suo ritorno in Svezia con l'acquisto definitivo da parte del Sirius, club militante nel campionato di Allsvenskan con cui ha sottoscritto un accordo fino all'estate 2025. Poco utilizzato nella prima parte dell'Allsvenskan 2023, nel luglio dello stesso anno è stato ceduto in prestito ai finlandesi dell'HJK. Da Graca è stato nuovamente oggetto di prestito in Finlandia anche per la stagione 2024, questa volta al KuPS. Nel febbraio 2025, invece, è approdato nella seconda serie svizzera con il prestito al Sciaffusa.
A inizio luglio 2025, in concomitanza con la scadenza del contratto che lo legava al Sirius, è terminato anche il suo prestito allo Sciaffusa e Da Graca è rimasto svincolato.

### Nazionale
Ha giocato nelle nazionali giovanili svedesi Under-17 ed Under-19.
Nel 2020 ha giocato una partita nella nazionale maggiore svedese.

## Palmarès

### Club

#### Competizioni nazionali
- Coppa di Svezia: 1

IFK Göteborg: 2019-2020
- Coppa di Lega finlandese: 1

HJK: 2023
- Campionato finlandese: 2

HJK: 2023
KuPS: 2024
- Coppa di Finlandia: 1

KuPS: 2024